# 지지선
지지선(중국어 정체자: 集集線, 병음: Jí jí xiàn, 한자음: 집집선)은 타이완 장화 현 얼수이 향의 얼수이 역에서 난터우 현 수이리 향의 처청 역에 이르기 타이완 철도 관리국의 철도 노선이다.

## 운행 형태
- 구간차(區間車)

- 대호쾌차(중국어판)

## 차량
- 구간차, 구간쾌차

## 역 목록
| 155 | 얼수이   | 二水 | Ershui   | 종관선 (남쪽) |
| 251 | 취안위안 | 源泉 | Yuanquan |               |
| 252 | 줘수이   | 濁水 | Zhuoshui |               |
| 253 | 룽취안   | 龍泉 | Longquan |               |
| 254 | 지지     | 集集 | Jiji     |               |
| 255 | 수이리   | 水里 | Shuili   |               |
| 256 | 처청     | 車埕 | Checheng |               |

## 같이 보기
- 타이완의 철도
- 타이완 철로관리국